# Dystrybucja komplementarna
Dystrybucja komplementarna – sposób pojawienia się dwóch głosek w dwóch różnych fonetycznie kontekstach. Tam, gdzie pojawia się głoska [x], nie może pojawić się głoska [y]. Konsekwencją jest niemożność wykazania minimalnej pary wyrazowej pokazującej zmianę cechy dystynktywnej.
Pojęcie dystrybucji komplementarnej stosowane jest najczęściej w fonologii, w której głoski w dystrybucji komplementarnej są alofonami tego samego fonemu. Na przykład w języku polskim głoska [d] i jej palatalizowany wariant [dʲ] nigdy nie pojawiają się w tych samych kontekstach fonetycznych i nie ma możliwości wykazania ich pary minimalnej. Innym przykładem może być komplementarna dystrybucja angielskiego [p] oraz aspirowanego wariantu [pʰ], który pojawia się tylko i wyłącznie w nagłosie sylaby (tak jak w wyrazie pin [pʰɪn]). [p] pojawia się we wszystkich innych kontekstach, np. spin [spɪn].
Istnieją również przypadki, gdzie dwie głoski występują w dystrybucji komplementarnej, jednak nie są alofonami tego samego fonemu. Przykładowo angielskie głoski [h] oraz [ŋ] nigdy nie pojawiają się w tych samych kontekstach fonetycznych – [h] występuje tylko na początku sylaby, a [ŋ] tylko na końcu. Jednak istnieją zbyt duże różnice fonetyczne obu głosek, aby można je było uznać za alofon tego samego fonemu.